# 2011年全日本綜合羽毛球錦標賽
2011年全日本綜合羽毛球錦標賽（日語：平成23年度全日本総合バドミントン選手権大会），為第65屆全日本綜合羽毛球錦標賽，是日本國內最高級別的羽毛球比賽。本屆賽事於2011年12月6日-11日在日本東京都国立代代木競技場第二体育館舉行。
男單選手田兒賢一成功衛冕，更是連續四年稱霸男單項目；而平田典靖／橋本博且則在男雙項目實現三連霸。另外，奧原希望、高橋禮華／松友美佐紀及池田信太郎／潮田玲子分別在女單女雙和混雙項目首次奪冠；其中，奧原希望以16歳8個月之齡贏得冠軍，成為本賽事歷年來最年輕的優勝者。

## 項目獎牌榜
以下為各項目的優勝者及其所屬團體名單：
| 項目     | 金牌                              | 银牌                              | 铜牌                                     |
| 男子單打 | 田兒賢一（NTT東日本）             | 佐佐木翔（Tonami運輸）            | 上田拓馬（日本UNISYS）                   |
| 男子單打 | 田兒賢一（NTT東日本）             | 佐佐木翔（Tonami運輸）            | 佐藤翔治（NTT東日本）                    |
| 女子單打 | 奧原希望（大宮東高校）            | 廣瀨榮理子（Panasonic）           | 三谷美菜津（NTT東日本）                  |
| 女子單打 | 奧原希望（大宮東高校）            | 廣瀨榮理子（Panasonic）           | 後藤愛（NTT東日本）                      |
| 男子雙打 | 平田典靖 橋本博且（Tonami運輸）   | 早川賢一 遠藤大由（日本UNISYS）   | 廣部好輝 數野健太（日本UNISYS）          |
| 男子雙打 | 平田典靖 橋本博且（Tonami運輸）   | 早川賢一 遠藤大由（日本UNISYS）   | 佐藤翔治 川前直樹（NTT東日本）           |
| 女子雙打 | 高橋禮華 松友美佐紀（日本UNISYS） | 松尾靜香 內藤真實（Panasonic）    | 末綱聰子 前田美順（Renesas）             |
| 女子雙打 | 高橋禮華 松友美佐紀（日本UNISYS） | 松尾靜香 內藤真實（Panasonic）    | 藤井瑞希 垣岩令佳（Renesas）             |
| 混合雙打 | 池田信太郎 潮田玲子（日本UNISYS） | 垰畑亮太 浅原さゆり（日本UNISYS） | 數野健太 金森裕子（日本UNISYS）          |
| 混合雙打 | 池田信太郎 潮田玲子（日本UNISYS） | 垰畑亮太 浅原さゆり（日本UNISYS） | 黒瀨尊敏（Tonami運輸） 橫山惠（Renesas） |

## 外部連結
- 官方網站 東京都バドミントン協会（日語）